# Tovarnik
Tovarnik (v srbské cyrilici Товарник) je obec (opčina) v Chorvatsku ležící v regionu Srem, na východním konci Vukovarsko-sremské župy při hranici se Srbskem. 
Při sčítání lidu v roce 2011 žilo v Tovarniku 2775 obyvatel, okolo 90 % z nich je chorvatské národnosti, zbytek tvoří Srbové a příslušníci dalších národností.
První písemná zmínka o obci pochází ze středověku. Ve své současné podobě byla pravděpodobně vybudována po stažení Turků na přelomu 17. a 18. století. Stejně jako řada dalších obcí v regionu Sremu (nebo Vojvodiny) má i Tovarnik síť pravoúhlých ulic. Za druhé světové války, resp. v jejím závěru bylo město místem těžkých bojů. Nacházelo se nedaleko od tzv. sremské fronty. Bojovalo se zde znovu i v 90. letech 20. století.
Nejvýznamnějším rodákem Tovarniku je spisovatel Antun Gustav Matoš (1875–1914), představitel chorvatské moderny. V obci se nachází jeho rodný dům a muzeum, které mu je věnované.
Obec je poslední zastávkou na chorvatském území na železniční trati Bělehrad–Záhřeb. Prochází tudy také silnice č. 46, která dále (stejně jako železniční trať) pokračuje na srbské území a do města Šid.